# Pseudoderopeltis montana
Pseudoderopeltis montana es una especie de cucaracha del género Pseudoderopeltis, familia Blattidae.

## Distribución
Esta especie se encuentra en Sudáfrica y Lesoto.